# Jalan Bani Bu Hassan (vilaiete)
Jalan Bani Bu Hassan (em árabe: جعلان بني بوحسن; romaniz.: Ja'lān Banī Būḥasan‎) é um vilaiete da província Sudeste, no Omã, com capital em Jalan Bani Bu Hassan. Segundo censo de 2010, tinha 30 146 habitantes. Compreende uma área de 5445 quilômetros quadrados.

## Localidades do vilaiete
- Adil
- Alacra
- Algamlul
- Algaina
- Aljala
- Aljuaira
- Alcamera
- Alcuaira
- Alasque
- Almintaja
- Altucbane
- Aluade
- Assabite
- Assifaije
- Assilil
- Assuraima
- Ataim
- Ataui
- Ainal Maxarfa
- Bandar Curune
- Falaj al-Mashayikh
- Jalan Bani Bu Hassan (capital)
- Jadima
- Jixair
- Marafis
- Missuade
- Muçala Almaxeique
- Quiaide
- Ramlate Alcamte
- Sarique
- Saiune
- Taui Amur Maomé
- Taui Hamade Salim Alameri
- Taui Camis
- Taui Salim
- Uaibiate
- Uádi Alfiçar